# Герой-одиночка (фильм, 2002)
«Герой-одиночка» (англ. Lone Hero) — фильм 2002 года режиссёра Кена Санзела с Лу Даймонд Филлипсом и Шоном Патриком Флэнери в главных ролях.

## Сюжет
Захолустный городок Профит, в котором идут спектакли в стиле «вестерн», рассчитанные на туристов, посетила банда байкеров, вооруженная автоматическим оружием. Байкеры расстреляли шерифа, сожгли церковь, ограбили и разгромили бар. Когда полиции все-таки удалось засадить байкеров за решетку, к ним на помощь прикатила оставшаяся часть банды. И только один местный житель встал на защиту родного города.
На лицензионном DVD фильм в России выпустила фирма «CP Digital».

## В ролях
| Актёр               | Роль           |
| ------------------- | -------------- |
| Лу Даймонд Филлипс  | Барт           |
| Шон Патрик Флэнери  | Джон           |
| Роберт Форстер      | Гас            |
| Таня Аллен          | Шарон          |
| Марк Меткалф        | маршалл Харрис |
| Хью Диллон          | Кинг           |
| Тайлер Лэбин        | Тим            |
| Алонсо Кирсан       | Пабло          |
| Дейв «Squatch» Уорд | Пёс            |
| Гэри Чалк           | шериф Кэл      |
| Кэмерон Брайт       | ребёнок        |